# Lac Lancre
Lac Lancre är en sjö i Kanada.   Den ligger i regionen Abitibi-Témiscamingue och provinsen Québec, i den sydöstra delen av landet, 250 km nordväst om huvudstaden Ottawa. Lac Lancre ligger 357 meter över havet. Den ligger vid sjöarna  Lac Florrie Lac la Perche Lac Manqué Lac Menu Lac Petegem Lac Phoque och Lac Près.
I omgivningarna runt Lac Lancre växer i huvudsak blandskog. Trakten runt Lac Lancre är nära nog obefolkad, med mindre än två invånare per kvadratkilometer.